# Промірні роботи

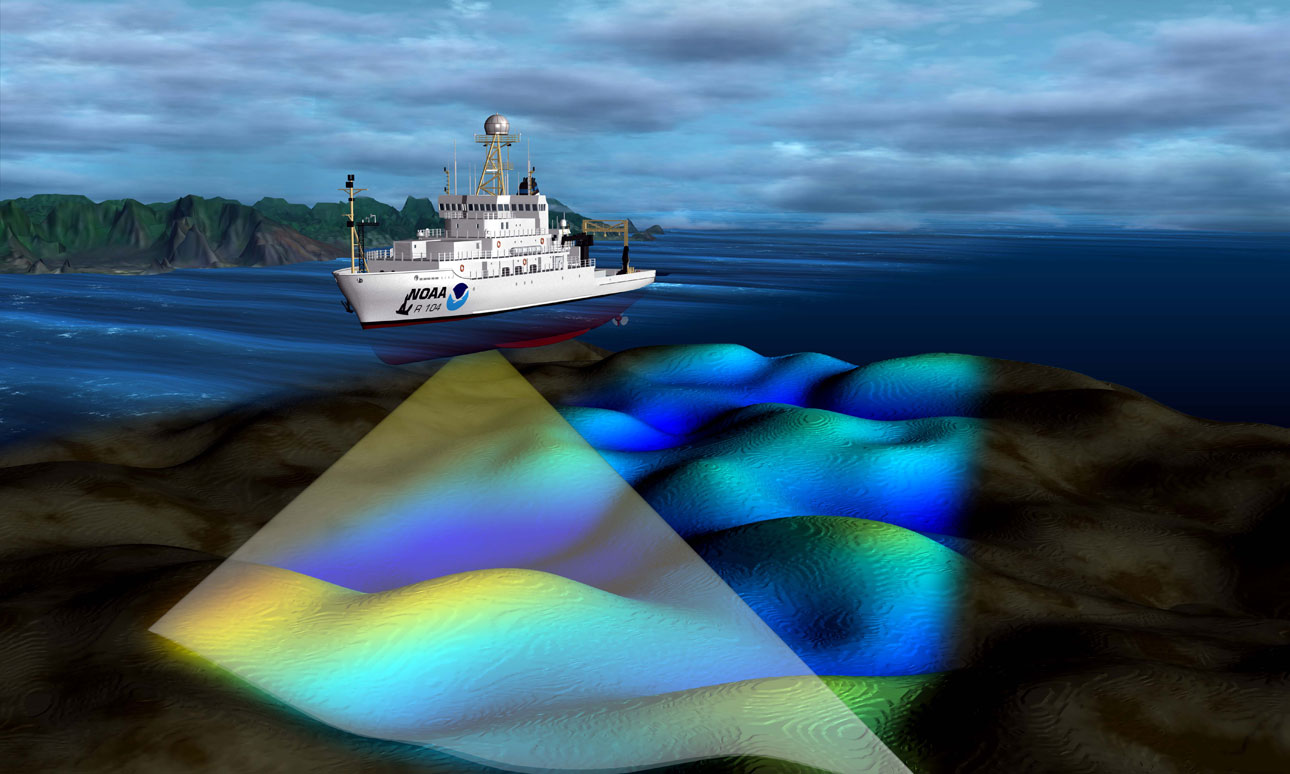
Промір глибин багатопроменевою підкильною ГАС

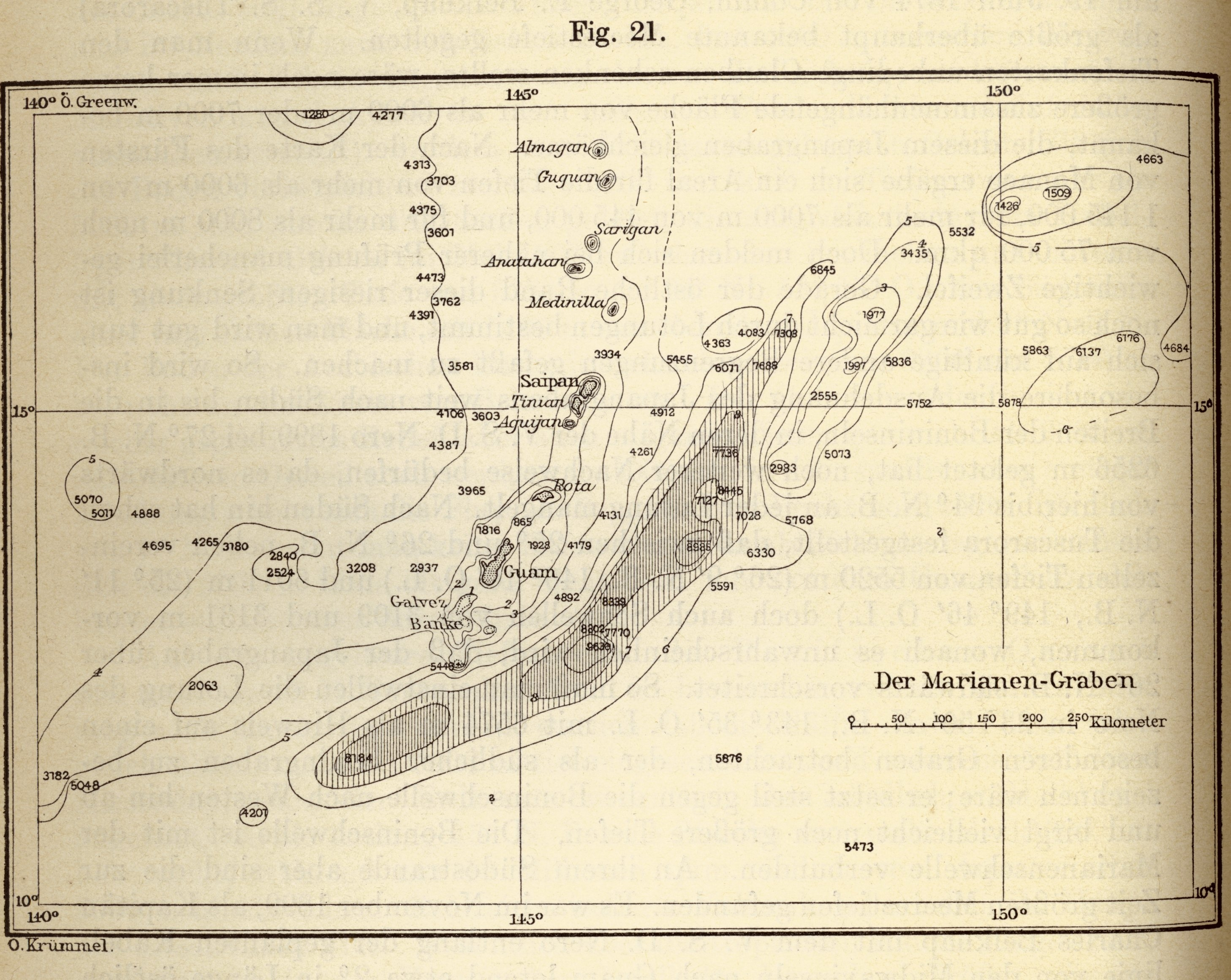
Морська карта Маріанської западини 1907 року з позначеними ізобатами

Промірні́ роботи (промі́р) — пов'язаний зі збором первісних даних комплекс гідрографічних робіт з вимірювання глибин, необхідний для виявлення стану габаритів судноплавних об'єктів (каналів, фарватерів, рейдів, судноплавних ходів акваторії портів). Під проміром розуміється здійснення зйомки рельєфу дна, як правило шляхом вимірювання глибин на галсах, розташованих один від одного на відстані, що встановлюється залежно від характеру рельєфу дна і глибини.
Проміри здійснюються спеціальними промірними суднами — океанографічними та гідрографічними суднами і катерами зі спеціальним гідроакустичним обладнанням (промірними ехолотами, гідролокаторами бокового огляду та ін.). На внутрішніх водоймах можуть застосовуватись механічні промірні пристрої — лоти.
Одним з основних параметрів проміру, який характеризує його детальність, є віддаль між галсами яка визначається в залежності від рельєфу, глибини, масштабу знімання тощо. Результати вимірювань, зведені до заданої рівневої поверхні, є висотною основою донного рельєфу на морських топографічних і навігаційних картах. На топографічних картах шельфу і внутрішніх водоймищ цей рельєф позначається горизонталями — ізобатами.